# Evropský zatýkací rozkaz
Evropský zatýkací rozkaz (angl. European Arrest Warrant; zkr. „EAW“, resp. česky „EZR“) je rozhodnutí justičního orgánu některého z členských států Evropské unie, na jehož základě je možné zahájit po osobě v tomto členském státě trestně stíhané nebo hledané pro účely výkonu trestu odnětí svobody či ochranného opatření spojeného s odnětím svobody uloženého soudem tohoto členského státu pátrání v ostatních členských státech Evropské unie a v případě lokalizace této osoby na území některého z členských států požádat o její předání (angl. surrender) do členského státu, jehož justiční orgán evropský zatýkací rozkaz vydal. Předávání na základě evropského zatýkacího rozkazu je poddruhem extradice, od kterého se odlišuje vypuštěním rozhodovací pravomoci orgánů moci výkonné (typicky ministra spravedlnosti), stanovením lhůt pro řízení o předání a prolomením některých důvodů pro nepovolení vydání, resp. omezení jejich aplikace (omezena je možnost odmítnout předání vlastního občana a v případech, které se týkají některého z 32 vyjmenovaných jednání není přezkoumávána oboustranná trestnost).

## Rámcové rozhodnutí o evropském zatýkacím rozkazu
V reakci na události 11. 9. 2001 bylo přijato rámcové rozhodnutí Rady Evropské unie z 13. 6. 2002 o evropském zatýkacím rozkazu a o předávání mezi členskými státy Evropské unie (č. 2002/584/JHA; v Úř. věst. publikováno dne 18. 7. 2002 pod č. L 190), které nahrazuje dosavadní instrumenty III. pilíře upravující extradici, tj. Úmluvu o zjednodušeném vydávacím řízení mezi členskými státy Evropské unie z 10. 5. 1995, Úmluvu týkající se vydávání mezi členskými státy Evropské unie z 27. 9. 1996 a příslušná ustanovení Schengenské prováděcí úmluvy. Na základě tohoto rámcového rozhodnutí jsou členské státy Evropské unie povinny nahradit vydávání na základě mezinárodních smluv jednodušším systémem předávání (surrender) na základě jednotných vnitrostátních právních předpisů, které k implementaci (resp. transpozici) tohoto rámcového rozhodnutí přijmou.
Cílem nově zaváděného systému je zjednodušení a zrychlení řízení a jeho depolitizace. Za tím účelem je především vyloučena působnost ústředních justičních orgánů a zaveden přímý styk soudů, resp. státních zastupitelství či prokuratur jednotlivých členských států mezi sebou, je zaveden jednotný vzor dokumentu nazvaného evropský zatýkací rozkaz a v řízení jsou stanoveny poměrně krátké lhůty pro rozhodnutí. Velmi významnými změnami jsou pak zavedení povinného předávání vlastních občanů a prolomení zásady oboustranné trestnosti, pokud jde o jednání, jejichž seznam rámcové rozhodnutí obsahuje. Tento výčet však obsahuje pouze názvy jednání, nikoli jejich definice, přičemž se často jedná o jednání, která nejsou definována ani v jiných mezinárodních či evropských instrumentech (např. vražda, znásilnění, podvodná jednání, rasismus a xenofobie, těžká újma na zdraví, …). Ačkoli jde o jednání, která zpravidla v nějaké podobě kriminalizována ve všech členských státech jsou, existují mezi jednotlivými vnitrostátními úpravami i značné rozdíly – např. za znásilnění je v České republice považováno i násilí či pohrůžka násilím směřující k pohlavnímu styku s mužem, v jiných státech to však může být pouhé omezení osobní svobody či zvláštní trestný čin (na Slovensku, kde je trestný čin znásilnění podle § 199 trestního zákona z roku 2005 definován jako donucení ženy k souloži, by šlo o trestný čin sexuálního násilí podle § 200 trestního zákona z roku 2005). Tento systém má být výrazem zásady vzájemného uznávání rozhodnutí, která byla Evropskou radou v Tampere v roce 1999 označena za základní zásadu („úhelný kámen“ - cornerstone) mezinárodní justiční spolupráce.

## Předávání na základě evropského zatýkacího rozkazu
Pokud je zapotřebí vyžádat osobu z jiného členského státu Evropské unie pro účely výkonu trestu odnětí svobody nebo trestního stíhání, tj. pokud k osobě zdržující se na území jiného členského státu Evropské unie existuje vykonatelný rozsudek odsuzující osobu k trestu odnětí svobody, příkaz k zatčení či zatýkací rozkaz, anebo případně jiné podobné rozhodnutí, např. rozhodnutí o detenci (v České republice o uložení ochranného ústavního léčení či ochranné výchovy), vyplní příslušný orgán vyžadujícího státu předepsaný formulář, čímž vydá evropský zatýkací rozkaz. Evropský zatýkací rozkaz pak orgán, který jej vydal, zašle přímo místně příslušnému justičnímu orgánu členského státu, na jehož území se má osoba nacházet, nebo jinému orgánu tohoto členského státu, který je příslušný k přijetí evropského zatýkacího rozkazu. Tento členský stát se v řízení o předání podle evropského zatýkacího rozkazu nazývá vykonávající členský stát. Pokud předmětná osoba již byla vzata do předběžné vazby, musí být evropský zatýkací rozkaz doručen ve lhůtě stanovené právem vykonávajícího členského státu. Evropský zatýkací rozkaz lze vydat i v případě, že osoba dosud lokalizována nebyla – zasílá se pak národní kanceláři SIRENE za účelem vyhlášení mezinárodního pátrání, resp. vyhlášení v Schengenském informačním systému v případě států, které jsou do tohoto systému zapojeny.
Řízení o předání na základě evropského zatýkacího rozkazu ve vykonávajícím členském státě by mělo být rychlejší než klasické extradiční řízení – pro rozhodnutí je stanovena lhůta 60 dnů, kterou vykonávající členský stát může v odůvodněných případech prodloužit až o 30 dnů. O předání má rozhodnout orgán justiční, nikoli orgán moci výkonné, jako je tomu u vydávání, čímž má být dosaženo depolitizace řízení. Po rozhodnutí o předání má dojít k fyzickému předání osoby ve lhůtě 10 dnů. V případě, že osoba se svým předáním souhlasí, rozhodne se o předání ve zkráceném předávacím řízení, v němž je možnost zamítnutí předání ještě výrazněji omezena a zkrácena je též lhůta pro rozhodnutí o předání, a to na pouhých 10 dnů – i zde je však možné prodloužení o 30 dnů.
I při předávání podle evropského zatýkacího rozkazu se uplatňuje zásada speciality známá z klasického extradičního řízení.
Při sjednávání rámcového rozhodnutí si tři státy vymínily zvláštní režim. Rakousko a Itálie si vymohly, že nebudou aplikovat systém předávání podle evropského zatýkacího rozkazu na skutky spáchané před 7. 8. 2002 a Francie na skutky spáchané před 1. 11. 1993. Rakousko si dále vymínilo, že až do konce roku 2008 nebude předávat vlastní občany. Tyto výjimky byly schváleny Radou Evropské unie při přijímání rámcového rozhodnutí o evropském zatýkacím rozkazu. Ve svých implementačních legislativách (bez schválení Radou Evropské unie, a tedy v rozporu se závazky vyplývajícími z rámcového rozhodnutí o evropského zatýkacího rozkazu) si další výjimky zavedly ještě Lucembursko a Slovinsko, které omezily aplikaci systému předávání podle evropského zatýkacího rozkazu pouze na trestné činy spáchané po 7. 8. 2002, přičemž Slovinsko tak učinilo pouze pro případy, kdy je samo státem vykonávajícím, zatímco Lucembursko tak učinilo dokonce v obou směrech. Specifický zvláštní režim se v implementační legislativě zavedla Česká republika (viz níže).
Podobný systém má být zaveden mezi členskými státy Evropské unie a Norskem a Islandem, a to na základě Dohody mezi Evropskou unií a Islandskou republikou a Norským královstvím o postupu předávání mezi členskými státy Evropské unie a Islandem a Norskem z 28. 6. 2006 (v Úř. věst. publikována dne 21. 10. 2006 pod č. L 292).
Od 1. 7. 2006 je mezi severskými státy (včetně Norska a Islandu) systém předávání na základě evropského zatýkacího rozkazu nahrazen předáváním na základě tzv. nordického zatýkacího rozkazu zavedeného novými jednotnými právními předpisy těchto států. Tento systém jde ve zjednodušení a zrychlení řízení ještě dále než evropský zatýkací rozkaz (zcela je odstraněn důvod odmítnutí předání spočívající ve státní příslušnosti osoby, o jejíž předání jde, kratší lhůty pro řízení a pro realizaci předání osoby po rozhodnutí o předání atp.) a lze předpokládat, že podobným směrem půjde i vývoj v rámci celé Evropské unie.

## Přezkum ústavnosti v dalších členských státech Evropské unie
Implementační legislativa byla dále napadena u ústavních soudů ve Německu, v Belgii a v Polsku.
Německý Spolkový ústavní soud (Das Bundesverfassungsgericht) zrušil 18. 7. 2005 zákon o evropském zatýkacím rozkazu (Europäisches Haftbefehlsgesetz) s odůvodnění, že rámcové rozhodnutí o evropském zatýkacím rozkazu tímto zákonem nebylo implementováno řádně, když nereflektovalo některé možnosti odmítnutí předání vlastních státních příslušníků (např. byl-li čin spáchán na území Německa). Nová implementační legislativa pak byla přijata 29. 6. 2006 a v účinnost vstoupila 2. 8. 2006.
Polský Ústavní tribunál (Trybunał Konstytucyjny) dne 27. 4. 2005 rozhodl, že přijetí implementační legislativy bez změny polské Ústavy, která vydávání vlastních občanů do ciziny výslovně zakazuje, bylo v rozporu s Ústavou; zároveň však poskytl polské vládě lhůtu 18 měsíců k nápravě. Vládní návrhy novely čl. 55 polské Ústavy (jde o první novelu polské Ústavy od jejího přijetí v roce 1997) a novely polského trestního řádu byly Sejmem schváleny 8. 9. 2006 a Senátem 14. 9. 2006. Tyto novely předávání polských občanů podle evropského zatýkacího rozkazu výslovně umožní; novela Ústavy však toto předávání umožní pouze za podmínky oboustranné trestnosti a za podmínky, že předáním nedojde k porušení základních lidských a občanských práv této osoby; novela trestního řádu pak předání vlastního občana podmiňuje návratem k výkonu případně uloženého trestu do Polska (tzv. holandská klauzule). Obě novely jsou retroaktivní a účinné jsou od okamžiku publikace (6. 11. 2006).
Belgický Ústavní soud (Cour d’Arbitrage) přezkoumává ústavnost belgické implementační legislativy na základě podnětu nevládní organizace Advocaten voor de wereld z 22. 6. 2004. Rozhodnutím z 13. 7. 2005 belgický Ústavní soud předložil v souladu s čl. 35 Smlouvy o Evropské unii Evropskému soudnímu dvoru předběžnou otázku týkající se platnosti samotného rámcového rozhodnutí o evropském zatýkacím rozkazu. Dne 3. 5. 2007 Evropský soudní dvůr potvrdil platnost rámcového rozhodnutí, a belgický Ústavní soud tak bude moci pokračovat v řízení.

## Průvoz
Na základě evropského zatýkacího rozkazu lze žádat rovněž o průvoz předávané osoby – pokud je totiž při realizaci předání zapotřebí převézt osobu územím třetího členského státu Evropské unie, je nezbytné tento třetí členský stát požádat o povolení k průvozu.
Průvoz územím České republiky povoluje Nejvyšší soud (§ 422 trestního řádu). Povolení průvozu není zapotřebí při leteckých průvozech bez plánovaného mezipřistání. Pokud k neplánovanému přistání dojde a nebyla doručena žádost členského státu o povolení průvozu, osoba může být vzata do vazby až na 96 hodin. O vzetí do vazby rozhodne Nejvyšší soud na návrh státního zástupce Nejvyššího státního zastupitelství.

## Vybrané známé případy
- Tomáš Půta a Maroš Šulej – o jejich předání z Irska na základě evropských zatýkacích rozkazů úspěšně žádala Česká republika

## Vybrané prameny a literatura
- Fenyk, Jaroslav & Kloučková, Světlana: Mezinárodní justiční spolupráce v trestních věcech, Linde, 2003
- Pikna, Bohumil: Schengen – právní a funkční aspekty, Právník č. 3/2005